# Сан Пјерино (Фиренца)
Сан Пјерино је насеље у Италији у округу Фиренца, региону Тоскана.
Према процени из 2011. у насељу је живело 1881 становника. Насеље се налази на надморској висини од 20 м.